# Aphimallota obscurostrigella
Aphimallota obscurostrigella är en fjärilsart som beskrevs av Victor Toucey Chambers 1874. Aphimallota obscurostrigella ingår i släktet Aphimallota och familjen äkta malar. Inga underarter finns listade i Catalogue of Life.